# Ki-47 (轻型轰炸机)
Ki-47是日本帝国陆军设计研发的轻型轰炸机。最终没有实机制造出来。

## 概述
1937年（昭和12年），日本陆军计划研制一种用于空中破坏战的新型轻型轰炸机，作为九三式双发轻型轰炸机的后继机种。对此，三菱重工原计划以项目名称“Ki-47”订购原型机，但最终没有被订购。同时计划的Ki-48实际上是川崎飞机公司订购的，后来成为九九式双发轻型轰炸机。
计划乘员人数为2人，与九九式双轻轰炸机不同。此外，尽管发动机数量未知，但 1937 年的研究政策取消了轻型轰炸机的单发动机名称。